# George Rose
George Walter Rose (* 19. Februar 1920 in Bicester, Oxfordshire; † 5. Mai 1988 in Sosúa, Dominikanische Republik) war ein britischer Schauspieler.

## Leben
George Walter Rose wurde als Sohn von Walter John Alfred Rose, eines Fleischers, und dessen Ehefrau Eva Sarah (Rolfe) Rose in einem Dorf in der Nähe von Oxford geboren. Er verließ die Schule mit 16 Jahren, arbeitete danach kurzzeitig als Farmarbeiter und Sekretär an der Oxford University. Während des Zweiten Weltkriegs wurde er zum Kriegsdienst herangezogen und diente drei Jahre in der britischen Armee.
Er absolvierte eine Schauspielausbildung an der Central School of Speech and Drama in London. Erste kleine Rolle spielte er ab 1944 am Old Vic Theatre in London. Sein London-Debüt gab er 1944 in Peer Gynt. Zwischen 1944 und 1948 spielte er am Old Vic. 1945 übernahm er die Rollen des Peto, Thomas, Duke of Clarence, Bardolph und des Mouldy im Ersten bzw. Zweiten Teil von Shakespeares Historiendrama Heinrich IV. Außerdem war er im selben Jahr als Christopher Hatton in der Komödie The Critic von Richard Brinsley Sheridan und als Mitglied des Chorus in Oedipus Rex zu sehen. Mit der Rolle des Peto gab er 1946 auch sein Theaterdebüt am Broadway. 1946 spielte er am Old Vic den Herzog von Burgund in König Lear und den Montfleury in Cyrano de Bergerac. 1947 spielte er den Duke of Surrey in Shakespeares Richard II., den Lucentio in Der Widerspenstigen Zähmung und einen englischen Offizier in Die heilige Johanna. In der Saison 1949/1950 spielte er bei der Royal Shakespeare Company. In den 1950er Jahren spielte er in zahlreichen Komödien an verschiedenen Londoner Theatern, unter anderem den Autolycus in Shakespeares Spätwerk Ein Wintermärchen und den Holzapfel (Dogberry) in Viel Lärm um nichts.
Ab 1959 spielte Rose wieder regelmäßig am Broadway. Er spielte in der Folgezeit am Broadway unter anderem den Holzapfel (1959), den Common Man in dem Historiendrama Ein Mann zu jeder Jahreszeit (1961; eine Rolle, die er bereits zuvor erfolgreich in London gespielt hatte), einen der Totengräber in John Gielguds Inszenierung von Hamlet (1964), einen neugierigen Ladenbesitzer in William Hanleys Stück Slow Dance on Killing Ground (1964), den verbitterten Offizier Martin Ruiz in Peter Shaffers Die königliche Jagd nach der Sonne (1965) und den Detektiv Truscott in Joe Ortons Theaterstück Beute Loot (1968). 1968 verkörperte er mit großem Erfolg den Müllkutscher Alfred P. Doolittle in My Fair Lady im New York City Center.
1969 spielte er die Rolle von Louis Greff, dem Freund von Coco Chanel, in dem Musical Coco, wofür er Nominierung für den Tony Award erhielt. Eine weitere Tony-Award-Nominierung bekam er 1974 für seine Rolle in der Komödie My Fat Friend, an der Seite von Lynn Redgrave. 1976 gewann er den Tony Award für seinen Alfred P. Dootlittle in der Broadway-Wiederaufnahme von My Fair Lady. Beim New York Shakespeare Festival spielte er 1980 den Major General Stanley in der komischen Oper Die Piraten von Penzance; seine Partner waren Kevin Kline und Linda Ronstadt, wofür er erneut für den Tony Award nominiert wurde. 1984 trat er an der San Francisco Opera in der Operette Die Fledermaus auf. 1986 gewann er seinen zweiten Tony Award für The Mystery of Edwin Drood. Mit The Mystery of Edwin Drood war er kurz vor seinem Tod noch auf Tournee.
Sein offizielles Filmdebüt gab Rose 1952 als Kutscher in der Literaturverfilmung Die Geschichten des Mr. Pickwick nach dem Roman Die Pickwickier von Charles Dickens. 1955 spielte er in der Rolle des Rick Lambert in dem Krimidrama Track the Man Down einen Geldräuber und jugendlichen Liebhaber der Schwester der weiblichen Hauptdarstellerin (Petula Clark), der die Beute bei seiner Freundin zurücklässt, eine Motoryacht in seine Gewalt bringt und mehrere Personen als Geiseln nimmt. In dem Filmdrama Kostbare Bürde spielte er 1957 die Rolle des Donny, einen nicht mehr ganz jungen Mann, der mit einer verheirateten Frau (Elizabeth Sellars) zusammenlebt und von deren Ehemann bei einem von dessen seltenen Besuchen überrascht wird. In dem Thriller Der Tod hat Verspätung spielte er einen Autofahrer, der für den tödlichen Unfall eines Mädchens verantwortlich ist und vom Vaters des Mädchens bei einer Bombenexplosion getötet werden soll. In dem Filmepos Hawaii übernahm er 1966 die Rolle des Offiziers Captain Janders. 1971 spielte er mit trockenem Humor die Rolle des von Walter Matthau engagierten Dieners und Butlers Harold in der Filmkomödie Keiner killt so schlecht wie ich. Rose wirkte auch in mehreren britischen Fernsehserien mit. In der Miniserie Holocaust – Die Geschichte der Familie Weiss spielte er die Rolle des Franz Loewy.

## Privates
Rose lebte in Greenwich Village. 1984 erwarb Rose ein Ferienhaus in Sosúa in der Dominikanischen Republik, in dem er sich häufig während der Drehpausen zwischen seinen Filmen aufhielt. Rose, der unverheiratet und homosexuell war, nahm kurz nach seiner Ankunft Domingo (Juan) Vásquez, einen damals 14-jährigen Jungen, in seinem Haus auf, mit dem er eine sexuelle Beziehung einging. 1986 adoptierte er Vásquez. Im Mai 1988 wurde Rose von seinem Adoptivsohn, dessen leiblichen Vater und drei anderen Männern zu Tode geprügelt. Er wurde in einem Grab ohne Inschrift auf einem Friedhof in der Nähe von Sosúa beigesetzt.

## Filmografie
- 1949: Midnight Frolics
- 1952: Die Geschichten des Mr. Pickwick (The Pickwick Papers)
- 1953: Die Bettleroper (The Beggar’s Opera)
- 1953: The Square Ring
- 1954: Vier bleiben auf der Strecke (The Good Die Young)
- 1955: Sie waren dreizehn (The Night My Number Came Up)
- 1955: Track the Man Down
- 1956: Der lange Arm (The Long Arm)
- 1957: Kostbare Bürde (The Shiralee)
- 1957: Kapitän Seekrank (Barnacle Bill)
- 1958: Zwei Städte (A Tale of Two Cities)
- 1958: Die letzte Nacht der Titanic (A Night to Remember)
- 1959: Eine Stadt sucht einen Mörder (Jack the Ripper)
- 1959: Der Tod hat Verspätung (Jet Storm)
- 1960: Der Arzt und die Teufel (The Flesh and the Fiends)
- 1961: Und morgen alles (No Love for Johnnie)
- 1966: Hawaii
- 1971: Keiner killt so schlecht wie ich (A New Leaf)
- 1973: Der geheimnisvolle Engel (From the Mixed-Up Files of Mrs. Basil E. Frankweiler)
- 1978: Holocaust – Die Geschichte der Familie Weiss
- 1983: Die Piraten von Penzance (The Pirates of Penzance)
- 1984: You Can’t Take It with You